# Monnaie croate
La Monnaie croate (en croate : Hrvatska kovnica novca), anciennement connu sous le nom d'Institut monétaire croate (Hrvatski novčarski zavod), est une entreprise publique , qui produit des pièces de monnaie en circulation pour la Croatie, ainsi que des médailles d'or et d'argent, des médaillons et insignes commémoratifs dans différents métaux et des plaques d'immatriculation. Il ne produit pas de papier-monnaie.
L'Institut a été fondé à Sveta Nedelja le 23 avril 1993 et a commencé sa production le 14 janvier 1994. Le 2 janvier 2021, la Monnaie a annoncé que son nouveau nom serait la Monnaie croate.
Le 18 juillet 2022, la Monnaie croate a commencé à produire des pièces en euros avec les motifs nationaux croates,.
Le 1er janvier 2023, adhésion de la Croatie à la zone Euro.